# Elisabeth Görgl
Elisabeth „Lizz“ Görgl (* 20. Februar 1981 in Bruck an der Mur, Steiermark) ist eine ehemalige österreichische Skirennläuferin. Als Allrounderin konnte sie Podestplätze in allen Weltcup-Disziplinen feiern. Ihr größter Erfolg war der Doppelweltmeistertitel 2011 im Super-G und in der Abfahrt. Seit ihrem Rücktritt im Juni 2017 ist sie als Sängerin tätig.

## Biografie
Görgl ist die Tochter von Traudl Hecher und die jüngere Schwester von Stephan Görgl. Sie wuchs in Parschlug auf und absolvierte das Skigymnasium in Stams. 1994 gewann sie den Slalom und den Riesenslalom des Whistler Cups und 1994 sowie 1996 den Slalom beim Trofeo Topolino. Ab November 1996 nahm sie an FIS-Rennen teil, doch bereits einen Monat später erlitt sie einen Kreuzbandriss. Nachdem sie zu Beginn des Winters 1997/98 wieder einige Rennen bestreiten konnte, folgte im Jänner 1998 ein zweiter Kreuzbandriss, der abermals zu einer vorzeitigen Beendigung der Saison führte. Nachdem Görgl im Dezember 1998 erstmals ein FIS-Rennen gewonnen hatte, kam sie ab Jänner 1999 im Europacup zum Einsatz. Bei den Juniorenweltmeisterschaften 1999 in Pra-Loup gewann sie die Bronzemedaille im Slalom.
Am 10. März 2000 gab Görgl im Slalom von Sestriere ihr Debüt im Weltcup, verpasste aber mit Rang 31 um gerade einmal einen Rang den „Cut“ für den zweiten Lauf. Im Winter 2000/01 gelangen ihr drei Podestplätze in Europacuprennen, doch ein dritter Kreuzbandriss im Februar 2001 warf sie erneut zurück. Nach mehrmonatiger Pause etablierte sie sich im Winter 2001/02 wieder in den vorderen Rängen des Europacups. Zwischen 2002 und 2004 war Görgl als Heeressportlerin im Heeressportzentrum des Österreichischen Bundesheers aktiv. Mit neun Siegen in vier verschiedenen Disziplinen entschied Görgl in der Saison 2002/03 die Gesamtwertung des Europacups deutlich für sich, ebenso die Slalom- und die Riesenslalomwertung. Die ersten Weltcuppunkte holte sie am 12. Dezember 2002 als 13. des Slaloms von Val-d’Isère. Drei Wochen später, am 5. Jänner 2003, gelang ihr mit dem zweiten Platz im Slalom von Bormio die erste Podestplatzierung in einem Weltcuprennen. Dies brachte ihr die Qualifikation für die Alpinen Weltmeisterschaften 2003, wo sie allerdings ausschied.
In der Weltcupsaison 2003/04 erzielte Görgl vier weitere Podestplätze, zweimal Zweite im Slalom und zweimal Dritte im Riesenslalom. Um sie zu einer Allrounderin weiterzuentwickeln, setzten ihre Trainer sie vermehrt auch in Abfahrten und Super-G-Rennen ein. Diese Strategie fing sich an auszuzahlen, als sie im Jänner 2005 erstmals eine Top-10-Platzierung in einem Super-G erzielte. Während sie im Riesenslalom ihr Niveau mit einem weiteren Podestplatz halten konnte, brachte die Diversifizierung eine Verschlechterung der Leistungen im Slalom mit sich. In der Saison 2005/06 klassierte sich Görgl in zwei Abfahrten und einem Riesenslalom jeweils als Dritte. Eher enttäuschend verliefen die Olympischen Winterspiele 2006 mit dem Ausfall in der Abfahrt.
Zwar fuhr Görgl in der Weltcupsaison 2006/07 eine weitere Podestplatzierung heraus, ansonsten war sie überwiegend im Mittelfeld klassiert. Bei den Weltmeisterschaften 2007 kam sie nicht über den 18. Platz in der Abfahrt hinaus. Eine deutliche Leistungssteigerung gelang Görgl hingegen in der Saison 2007/08, mit Siegen in den Riesenslaloms von Maribor am 12. Jänner 2008 und von Bormio am 15. März 2008. Hinzu kamen fünf weitere Podestplätze. In den Disziplinenwertungen von Super-G und Riesenslalom belegte sie jeweils den zweiten Platz, im Gesamtweltcup den vierten Platz.

### Drei Bronzemedaillen in zwei Saisonen
Mit drei Podestplätzen konnte Görgl in der Weltcupsaison 2008/09 zunächst nur im Riesenslalom das Niveau des Vorwinters halten. Bei den Weltmeisterschaften 2009 gewann sie dann eher unerwartet die Bronzemedaille in der Super-Kombination, eine weitere Medaille in der Abfahrt verpasste sie knapp. Am 6. Dezember 2009 siegte Görgl in Lake Louise erstmals in einem Weltcup-Super-G, im Laufe der Saison 2009/10 kamen zwei weitere Podestplätze hinzu. Bei den Olympischen Winterspielen 2010 in Vancouver gewann sie zweimal Bronze, in der Abfahrt und im Riesenslalom – 50 Jahre nach ihrer Mutter Traudl Hecher, die 1960 als 16-Jährige die erste ihrer beiden olympischen Abfahrts-Bronzemedaillen gewonnen hat.

### Doppel-Gold in Garmisch-Partenkirchen
Zu Beginn der Saison 2010/11 erzielte Görgl im Weltcup drei Podestplatzierungen und gehörte somit zum erweiterten Favoritenkreis für die Weltmeisterschaften 2011 in Garmisch-Partenkirchen. Nachdem sie dort bei der Eröffnungsfeier das offizielle WM-Lied You’re the Hero gesungen hatte, gewann sie am darauf folgenden Tag die Goldmedaille im Super-G. In der Super-Kombination belegte sie nach Bestzeit in der Abfahrt den 5. Gesamtrang. Weiters gewann sie die Spezialabfahrt mit fast einer halben Sekunde Vorsprung vor Lindsey Vonn und Maria Riesch, den beiden Dominatorinnen der vorangegangenen 15 Abfahrten. Damit holte Görgl ihre zweite Goldmedaille innerhalb von nur wenigen Tagen. Im Riesenslalom belegte sie nach der drittbesten Laufzeit im ersten Durchgang schließlich den 10. Platz. Nach den Weltmeisterschaften fuhr sie im Weltcup noch dreimal auf den dritten Podestplatz und kämpfte im Weltcup-Finale mit der slowenischen Riesentorlauf-Weltmeisterin Tina Maze und der US-amerikanischen Super-G-Vizeweltmeisterin Julia Mancuso um den dritten Platz in der Weltcup-Gesamtwertung – weit abgeschlagen hinter den beiden überlegen führenden Spitzenreiterinnen Riesch und Vonn. Diesen Dreikampf um Platz drei entschied Tina Maze durch ihren Sieg im abschließenden Slalom deutlich für sich, Görgl wurde Vierte und Mancuso Fünfte.
Am 7. Jänner 2012 gewann Görgl in Bad Kleinkirchheim ihre erste Weltcupabfahrt. Mit zwei weiteren Podestplätzen in dieser Disziplin wurde sie am Ende der Saison 2011/12 Dritte im Abfahrtsweltcup. Einen möglichen Riesenslalomsieg vergab sie am 21. Februar 2012 in Kranjska Gora, als sie nach Führung im ersten Lauf im zweiten Durchgang wegrutschte. Zwei Jahre später, am 11. Jänner 2014, entschied sie auch die Weltcupabfahrt in Zauchensee für sich, was der erste Sieg einer österreichischen Abfahrerin seit ihrem Sieg in Bad Kleinkirchheim war. Zugleich war sie damit die älteste Gewinnerin einer Weltcupabfahrt überhaupt: Mit 32 Jahren und 325 Tagen löste sie damit die bisherige Rekordhalterin Michaela Dorfmeister ab (32 Jahre 302 Tage am 21. Januar 2006 in St. Moritz). Als älteste Siegerin einer Weltcup-Abfahrt wurde sie am 20. Jänner 2018 durch Lindsey Vonn abgelöst, die bei ihrem 79. Weltcupsieg bei der Abfahrt in Cortina d’Ampezzo 33 Jahre und 94 Tage alt war.
Im Weltcupwinter 2014/15 feierte Görgl am 21. Dezember im Super-G von Val-d’Isère den letzten Weltcupsieg ihrer Karriere (schon einen Tag zuvor hatte sie am selben Ort Rang 2 in der Abfahrt belegt), womit sie mit 33 Jahren und 304 Tagen die älteste Weltcupsiegerin überhaupt wurde und zum damaligen Zeitpunkt ebenfalls Michaela Dorfmeister ablöste, die am 3. März 2006 beim Super-G-Sieg in Hafjell 32 Jahre und 344 Tage alt war.
Bei den Weltmeisterschaften 2015 in Vail/Beaver Creek landete sie in der Abfahrt an sechster Stelle. In der Saison 2015/16 schaffte sie es in den Speed-Rennen immerhin noch sechsmal unter die schnellsten Zehn; das beste Ergebnis war ein vierter Platz in der Abfahrt von St. Moritz. In ihrem letzten Winter 2016/17 brachen Görgls Leistungen völlig ein. Einzig im Super-G fuhr sie zweimal unter die besten Zehn. Ansonsten musste sie aber zahlreiche Ausfälle sowie Platzierungen im hinteren Mittelfeld hinnehmen. Folglich wurde sie auch nicht für die WM 2017 in St. Moritz berücksichtigt. Trotzdem überraschte Görgl nochmals gegen Ende der Saison mit einem 7. Platz in Crans-Montana, was ihr das Ticket zum Weltcupfinale nach Aspen löste. Dort feierte sie ihre beste Saisonplatzierung mit einem 5. Platz im Super-G.

### Karriereende und Karriere als Sängerin
Görgl gab am 12. Juni 2017 ihr Karriereende bekannt, gleichzeitig stellte sie ihren selbstkomponierten Song „It’s Up to You“ vor.
Seit dem Ende ihrer Karriere als Skirennläuferin ist Görgl als Sängerin tätig. Nach „It's up to you“ erschien 2018 das Lied „Bleib kurz stehn“. 2018 nahm sie bei Das Supertalent teil, wo sie als Sängerin auftrat. Bei den Castings bekam sie von Sylvie Meis als einziger Jurorin den grünen Button und schied daraufhin aus.
Ab 15. März 2019 nahm sie als Kandidatin in der zwölften Staffel der ORF-Tanzshow Dancing Stars teil und gewann diese am 10. Mai. Ihr Tanzpartner war Thomas Kraml. Am 15. März 2021 wurde Lizz Görgl als Weintraube bei The Masked Singer Austria enttarnt.

## Erfolge

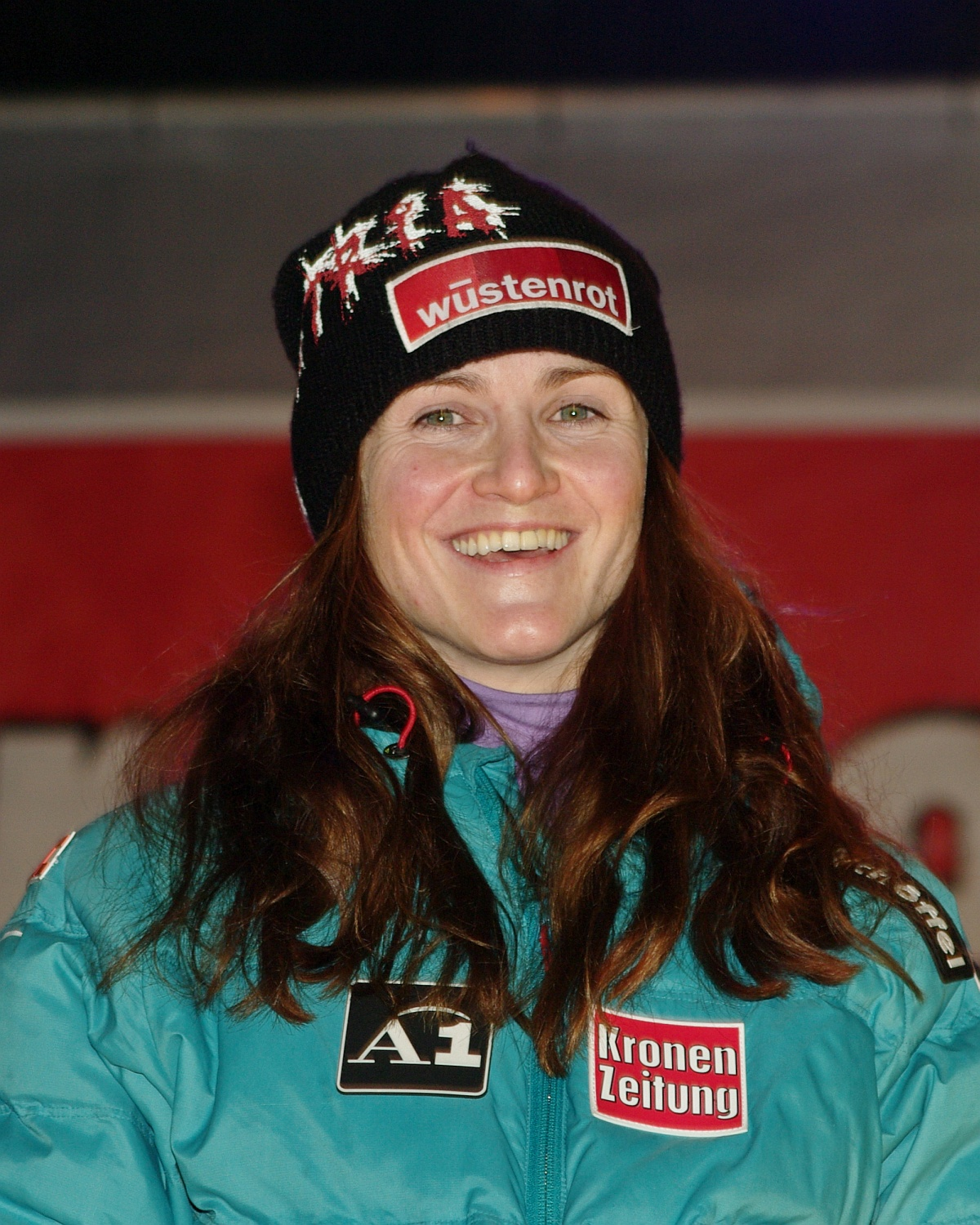
Elisabeth Görgl in Zauchensee (2011)

### Olympische Spiele
- Vancouver 2010: 3. Abfahrt, 3. Riesenslalom, 5. Super-G, 7. Slalom, 18. Super-Kombination
- Sotschi 2014: 11. Riesenslalom, 16. Abfahrt

### Weltmeisterschaften
- Santa Caterina 2005: 7. Riesenslalom, 8. Kombination
- Åre 2007: 18. Abfahrt
- Val-d’Isère 2009: 3. Super-Kombination, 4. Abfahrt, 6. Super-G, 10. Riesenslalom, 31. Slalom
- Garmisch-Partenkirchen 2011: 1. Abfahrt, 1. Super-G, 5. Super-Kombination, 11. Riesenslalom
- Schladming 2013: 6. Super-Kombination, 10. Abfahrt, 11. Super-G, 23. Riesenslalom
- Vail/Beaver Creek 2015: 6. Abfahrt

### Weltcupwertungen
| Saison  | Gesamt | Gesamt | Abfahrt | Abfahrt | Super-G | Super-G | Riesenslalom | Riesenslalom | Slalom | Slalom | Kombination | Kombination | CityEvent | CityEvent |
| Saison  | Platz  | Punkte | Platz   | Punkte  | Platz   | Punkte  | Platz        | Punkte       | Platz  | Punkte | Platz       | Punkte      | Platz     | Punkte    |
| ------- | ------ | ------ | ------- | ------- | ------- | ------- | ------------ | ------------ | ------ | ------ | ----------- | ----------- | --------- | --------- |
| 2002/03 | 41.    | 178    | –       | –       | –       | –       | 27.          | 66           | 18.    | 112    | –           | –           | –         | –         |
| 2003/04 | 10.    | 654    | –       | –       | 38.     | 22      | 4.           | 293          | 5.     | 339    | –           | –           | –         | –         |
| 2004/05 | 12.    | 511    | 34.     | 26      | 12.     | 137     | 10.          | 225          | 22.    | 99     | 11.         | 24          | –         | –         |
| 2005/06 | 10.    | 602    | 8.      | 227     | 11.     | 172     | 16.          | 155          | 36.    | 19     | 15.         | 29          | –         | –         |
| 2006/07 | 11.    | 568    | 14.     | 184     | 23.     | 96      | 11.          | 171          | 35.    | 39     | 8.          | 78          | –         | –         |
| 2007/08 | 4.     | 1137   | 11.     | 215     | 2.      | 326     | 2.           | 479          | 42.    | 22     | 8.          | 95          | –         | –         |
| 2008/09 | 8.     | 755    | 10.     | 176     | 14.     | 133     | 4.           | 333          | –      | –      | 5.          | 113         | –         | –         |
| 2009/10 | 6.     | 591    | 26.     | 65      | 2.      | 300     | 20.          | 67           | 29.    | 49     | 4.          | 110         | –         | –         |
| 2010/11 | 4.     | 992    | 4.      | 333     | 9       | 137     | 4.           | 236          | 33.    | 41     | 4.          | 185         | 3.        | 60        |
| 2011/12 | 6.     | 987    | 3.      | 384     | 9.      | 205     | 7.           | 333          | –      | –      | 10.         | 50          | 9.        | 15        |
| 2012/13 | 19.    | 381    | 24.     | 84      | 14.     | 101     | 15.          | 160          | –      | –      | 13.         | 36          | –         | –         |
| 2013/14 | 8.     | 640    | 7.      | 334     | 4.      | 240     | 31.          | 42           | –      | –      | 11.         | 24          | –         | –         |
| 2014/15 | 8.     | 638    | 4.      | 337     | 7.      | 214     | 25.          | 69           | –      | –      | 14.         | 18.         | –         | –         |
| 2015/16 | 28.    | 363    | 13.     | 209     | 14.     | 154     | –            | –            | –      | –      | –           | –           | –         | –         |
| 2016/17 | 54.    | 145    | 39.     | 29      | 16.     | 116     | –            | –            | –      | –      | –           | –           | –         | –         |

### Weltcupsiege
- 42 Podestplätze in Einzelrennen, davon 7 Siege:

| Datum             | Ort                | Land       | Disziplin    |
| ----------------- | ------------------ | ---------- | ------------ |
| 12. Jänner 2008   | Maribor            | Slowenien  | Riesenslalom |
| 15. März 2008     | Bormio             | Italien    | Riesenslalom |
| 6. Dezember 2009  | Lake Louise        | Kanada     | Super-G      |
| 7. Jänner 2012    | Bad Kleinkirchheim | Österreich | Abfahrt      |
| 11. Jänner 2014   | Zauchensee         | Österreich | Abfahrt      |
| 23. Jänner 2014   | Cortina d’Ampezzo  | Italien    | Super-G      |
| 21. Dezember 2014 | Val-d’Isère        | Frankreich | Super-G      |

- 3 Podestplätze bei Mannschaftswettbewerben

### Europacup
- Saison 2002/03: 1. Gesamtwertung, 1. Riesenslalomwertung, 1. Slalomwertung
- 19 Podestplätze, davon 9 Siege:

| Datum             | Ort            | Land       | Disziplin    |
| ----------------- | -------------- | ---------- | ------------ |
| 25. November 2002 | Åre            | Schweden   | Slalom       |
| 26. November 2002 | Åre            | Schweden   | Slalom       |
| 23. Jänner 2003   | Abetone        | Italien    | Riesenslalom |
| 3. Februar 2003   | Pas de la Casa | Andorra    | Slalom       |
| 6. Februar 2003   | La Molina      | Spanien    | Riesenslalom |
| 24. Februar 2003  | Innerkrems     | Österreich | Abfahrt      |
| 26. Februar 2003  | Innerkrems     | Österreich | Super-G      |
| 10. März 2003     | Piancavallo    | Italien    | Riesenslalom |
| 11. März 2003     | Piancavallo    | Italien    | Slalom       |

### Juniorenweltmeisterschaften
- Pra-Loup 1999: 3. Slalom, 8. Riesenslalom
- Québec 2000: 8. Abfahrt

### Weitere Erfolge
- 6-fache Österreichische Staatsmeisterin (Slalom 2004 und 2005, Kombination 2005, Super-G 2006, 2010 und 2016)
- Militär- und Polizeiweltmeisterin im Riesenslalom 2004 in Östersund
- 1 Sieg im Nor-Am Cup (1× Slalom)
- 7 Siege in FIS-Rennen (4× Slalom, 2× Super-G, 1× Riesenslalom)

## Auszeichnungen (Auszug)
- 2009: Goldenes Verdienstzeichen der Republik Österreich
- 2011: Sportlerin des Jahres
- 2012: Prix Monique-Berlioux der französischen Sportakademie (Académie française des sports) in Paris für die herausragendste Leistung einer Sportlerin im vergangenen Jahr[13]